# Jan Aelberts
Jan Aelberts (Genk, 22 oktober 1985) is een Belgische fotograaf, schrijver en dichter. Hij won in 2009 de Brandende Pen met het verhaal Misschien bestaan we en publiceerde verhalen en gedichten in Tirade, De Brakke Hond en Lava. Aelberts is ook een van de dichters die meewerkt aan De eenzame uitvaart in Antwerpen, een literair project waarbij dichters voor eenzaam gestorvenen een persoonlijk gedicht schrijven en dit op de uitvaart komen voordragen.
Aelberts is persfotograaf voor Het Laatste Nieuws.

## Proza
- Misschien bestaan we – Lava nr. 15.1, 2009
- Brief – Tirade nr. 430, 2009

## Poëzie
- Gedicht Brakke hond, nr. 102, 2008
- Gedichten Met andere zinnen, nr. 10, 2008
- Dixieland Op Ruwe Planken, nr. 8.2, 2008

## Overige publicaties
Een verhaal van Aelberts werd opgenomen in de verzamelbundel Print is dead, een collectie 'nieuwe schrijvers uit Vlaanderen'. Deze uitgave verscheen bij de Vlaamse uitgeverij Manteau.